# Superasteridi
Superasteridi nella classificazione filogenetica indica un clade, ovvero un gruppo monofiletico, di piante spermatofite dicotiledoni appartenenti alla divisione botanica delle Angiosperme; è uno dei due cladi principali in cui viene suddiviso il raggruppamento delle angiosperme eudicotiledoni (il secondo clade è quello definito Superrosidi).

## Etimologia
Il nome del clade deriva da un genere della famiglia Asteraceae (Aster) la cui etimologia deriva dal greco e significa (in senso ampio) "fiore a stella". Fu introdotto da Carl von Linné (1707 – 1778) biologo e scrittore svedese, considerato il padre della moderna classificazione scientifica degli organismi viventi, ma sicuramente tale denominazione era conosciuta fin dall'antichità. Dioscoride (Anazarbe, 40 circa – 90 circa), medico, botanico e farmacista greco antico che esercitò a Roma ai tempi dell'imperatore Nerone, ad esempio fa riferimento ad un Astro attico (un fiore probabilmente dello stesso genere).
Il nome "Superasteridi" è stato definito nell'ambito del Angiosperm Phylogeny Group, un gruppo di botanici sistematici che operano per stabilire una visione consensuale sulla tassonomia delle piante con fiori (angiosperme), avvalendosi dei recenti progressi della sistematica molecolare.

## Descrizione

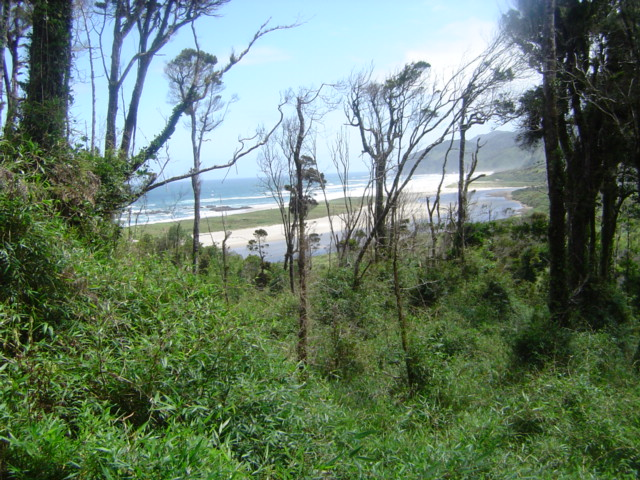
Il portamento
Aextoxicon punctatum (Berberidopsidales)

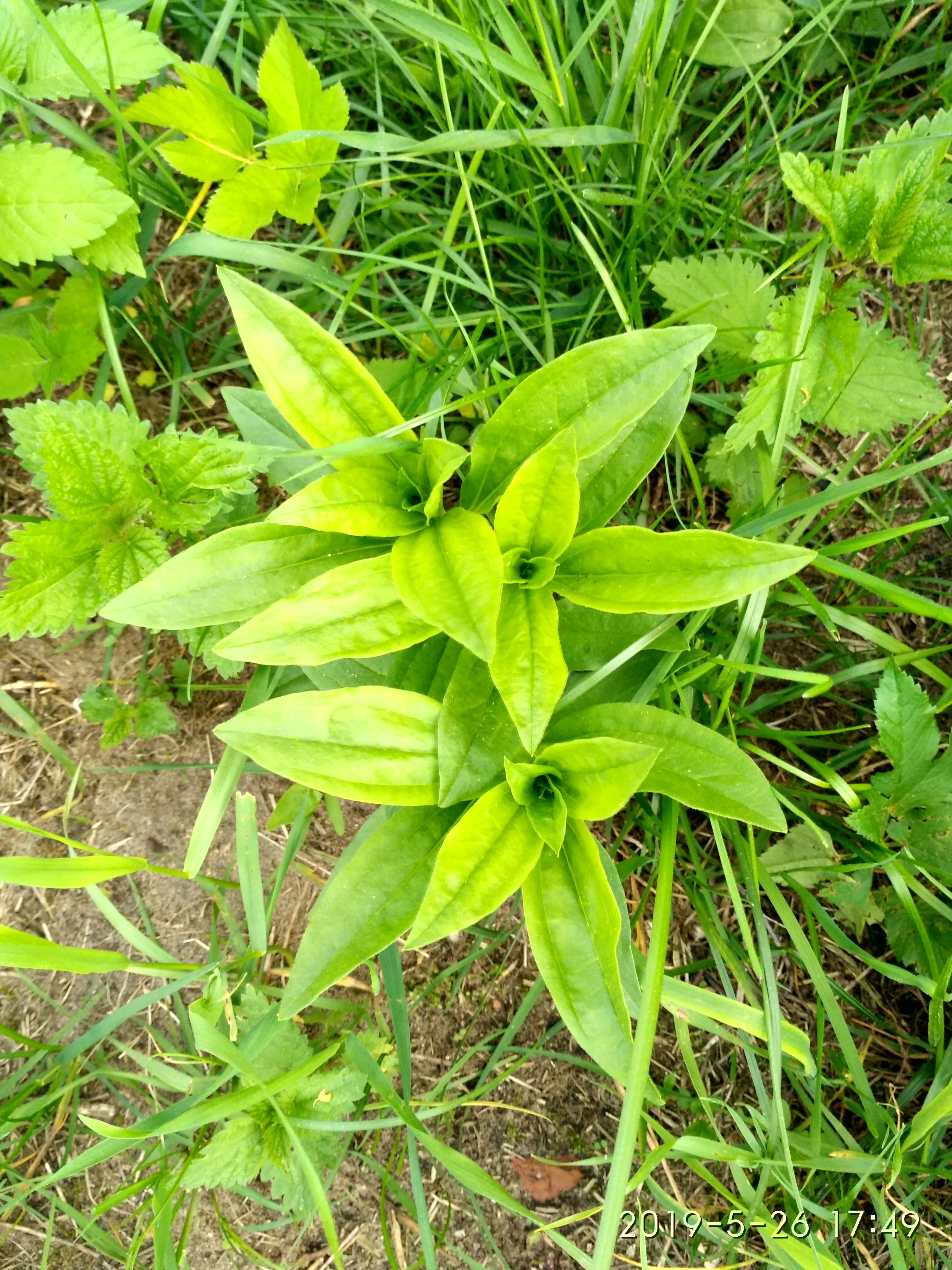
Le foglie
Saponaria officinalis (Caryophyllales)

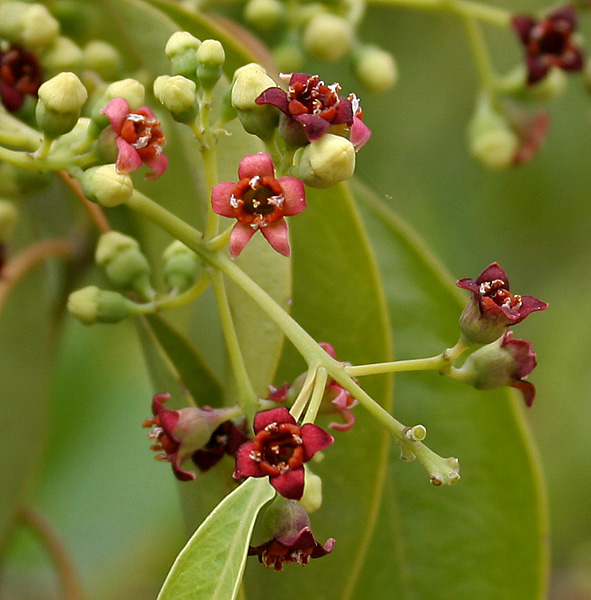
Infiorescenza
Santalum album (Santalales)

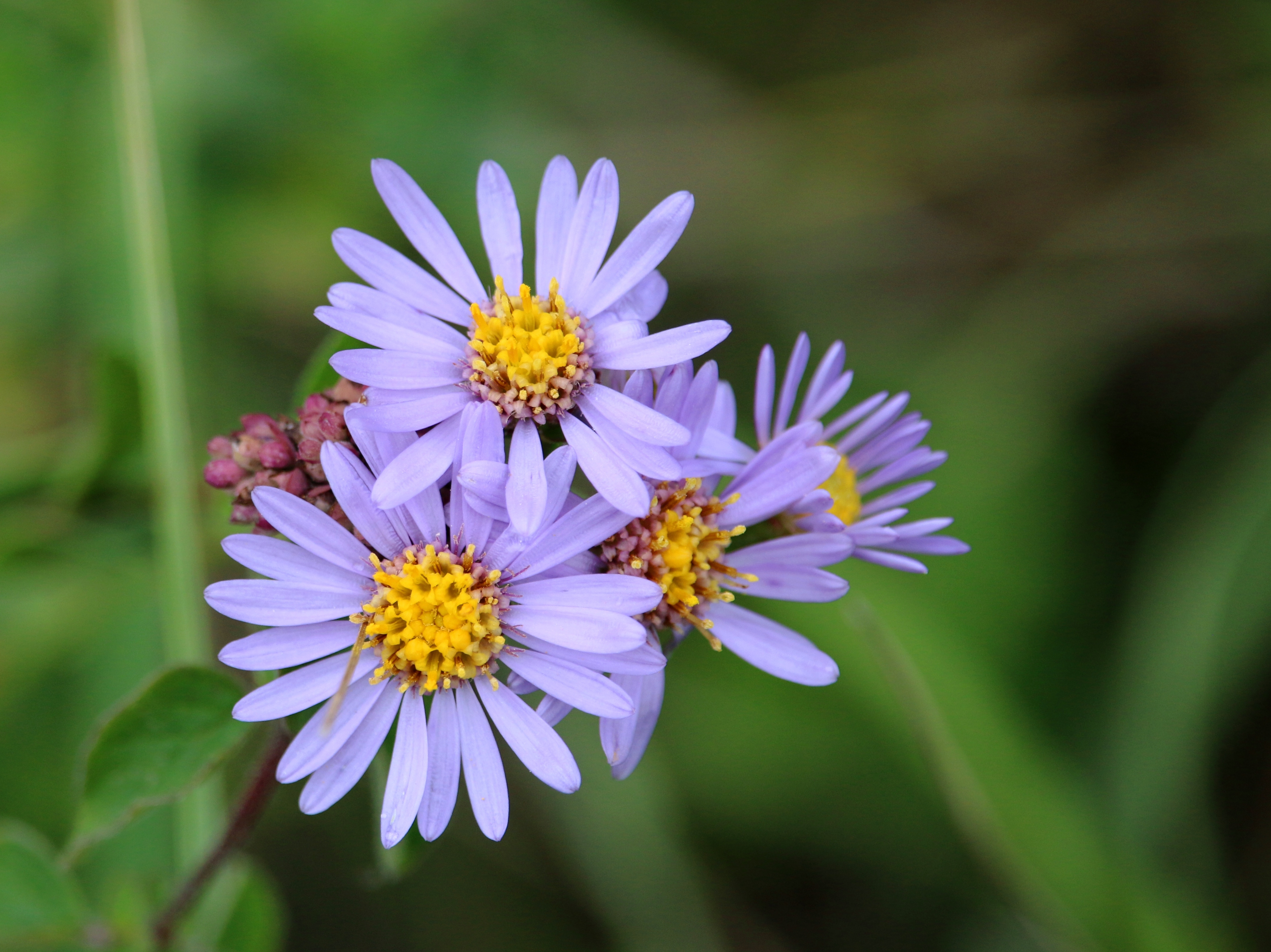
I fiori
Aster amellus (Asteridi)

- Il portamento delle specie di questo clade è vario: erbaceo annuale o perenne, suffruticoso, arbustivo o arboreo. Occasionalmente si possono avere anche portamenti acquatici o strutture a liana; sono presenti anche piante prive di clorofilla oppure sempreverdi. Nel gruppo Santalales le piante sono per lo più emiparassite (le radici sono sostituite da austori). Nelle varie parti vegetative sono presenti dei glicosidi fenolici spesso in composti iridoidi, alcaloidi e diterpenoidi oppure oligosaccaridi come "stachiosio". Sono inoltre presenti ghiandole contenenti oli eterei che emanano caratteristici aromi e profumi. Altre famiglie contengono inulina.[3][4]
- Le foglie lungo il fusto sono disposte in modo opposto o alterno con o senza stipole. Altri portamenti sono: spiralato o formanti rosette basali. La lamina può essere sia sessile che picciolata o anche amplessicaule. La forma delle foglie è varia: da lanceolata a ovata con bordi interi o variamente lobati, dentati, crenati o ondulati. Sono presenti anche foglie di tipo pennato. In Berberidopsidales le lamine sono conduplicate. Nelle foglie delle Santalanes vi sono cellule contenenti acido silicico.
- Le infiorescenze sono sia cimose (definite) che racemose (indefinite). In alcune famiglie sono formate da verticilli ascellari sovrapposti, mentre in altre le infiorescenze sono delle spighe. Spesso sono presenti infiorescenze a capolino protetti da diverse brattee, oppure a "ombrella".
- I fiori sono ermafroditi o unisessuali, tetrameri (4-ciclici), ossia con quattro verticilli (calice – corolla - androceo – gineceo) e più o meno pentameri (i verticilli del perianzio hanno 5 elementi ognuno). In genere gli stami sono epipetali, e in numero uguale o minore al numero dei lobi della corolla). La simmetria dei fiori può essere actinomorfa (fiori tubulosi) o zigomorfa (fiori ligulati). Inoltre i fiori ligulati possono presentarsi in modo bilabiato. Alcune famiglia presentano il carattere della resupinazione. In Santalanes i fiori sono sia ipogini che perigini.

- Alcune formule fiorali di questo gruppo:

- Formula fiorale generale valida per la maggior parte delle famiglie dell'ordine delle Lamiales:

X, K (3/4/5), [C (4/5 o 2+3), A (2+2 o 2 o 2+2+1)] G (2), (supero/infero), drupa, capsula/bacca
- Famiglia Asteraceae (Asterales):

X/*, K (involucro), [C (5), A (5)], G (2), (supero), achenio
- Famiglia Loranthaceae (Santalales):

X/*, K (calicetto), [C (5/6), A (5/6)], G (3-4), (supero), bacca/samara
- Famiglia Caryophyllaceae (Caryophyllales):

*, K (4/5), C 4/5, A (4/10), G (2-5), (infero), capsula/utricolo
- Calice: il calice, gamosepalo e più o meno attinomorfo (a volte debolmente zigomorfo), è normalmente formato da 3 - 5 lobi. Se il calice si presenta debolmente bilabiato i lobi possono essere raggruppati variamente. In alcune specie il calice è ridotto ad una coroncina di squame.

- Corolla: la corolla, gamopetala e normalmente zigomorfa, ha la forma di un tubo (a volte dilatato nella parte distale) terminante con due più o meno evidenti labbra con 5 lobi. In genere la struttura della corolla è 2/3; ma sono possibili anche altre distribuzioni dei lobi. Altrimenti i petali della corolla sono liberi.

- Androceo:  l'androceo normalmente è isomero con il calice e la corolla, e gli stami sono disposti in modo alternato ai petali su un solo ciclo. I filamenti sono adnati alla corolla e liberi nella parte alta. Le antere possono essere ravvicinate a coppie. Sono tetrasporangiate, basifisse e normalmente introrse. Le teche in genere sono 2 (biloculari) e poco o ben distinte; la deiscenza è longitudinale (raramente è a valve). Il polline è per lo più tricolporato, ma sono presenti pollini colpati o porati con diverse numeri di aperture.

- Gineceo: l'ovario in genere è supero (o infero o semi-infero) formato da due (o raramente tre) carpelli saldati. La placentazione è assile (centrale libera o basale). Gli ovuli sono numerosi, hanno un solo (o due) tegumento e sono tenuinucellati (con la nocella, stadio primordiale dell'ovulo, ridotta a poche cellule).. Lo stilo, inserito alla base dell'ovario (stilo ginobasico), è del tipo filiforme. Lo stigma è bifido con lobi uguali o leggermente ineguali.

- Il frutto è una capsula secca o carnose; sono presenti anche drupe o schizocarpi o acheni, raramente delle bacche (vischiose in Santalales). Le forme sono arrotondate, bilobe oppure da oblunghe a ellissoidi. Le deiscenze sono diverse: a esplosione[6]), setticida (parallelamente al setto), altre volte può essere anche circumscissile (lungo una circonferenza) oppure attraverso una deiscenza più o meno irregolare, oppure i frutti sono legnosi o coriacei e indeiscenti. I cotiledoni possono essere profondamente bilobati.

## Biologia
- Impollinazione: l'impollinazione avviene tramite insetti (impollinazione entomogama) tipo ditteri e imenotteri, ossia api, vespe, farfalle, falene, mosche, coleotteri e anche uccelli. Esistono anche specie con fiori di tipo cleistogamico, ossia rimangono sempre chiusi e quindi si autoimpollinano. Spesso i colori brillanti della corolla ma anche le brattee colorate collaborano al richiamo degli impollinatori.[3][7]
- Riproduzione: la fecondazione avviene fondamentalmente tramite l'impollinazione dei fiori (vedi sopra).
- Dispersione: i semi cadendo a terra (dopo essere stati trasportati per alcuni metri dal vento – disseminazione anemocora) sono successivamente dispersi soprattutto da insetti tipo formiche (mirmecoria).[8] In generale i semi hanno una appendice oleosa (elaisomi, sostanze ricche di grassi, proteine e zuccheri) che attrae le formiche durante i loro spostamenti alla ricerca di cibo.[9] I semi delle specie con frutto tipo drupa sono dispersi da uccelli e mammiferi.[3] In altre specie la dispersione è nell'acqua (disseminazione idrocora).

## Tassonomia
La tassonomia del clade Superasteridi si è potuta concretizzare solamente in questi ultimi decenni per merito delle analisi di tipo filogenetico del DNA (soprattutto quello del plastidio).
In precedenti classificazioni, come quella del Cronquist (1980), le specie di questo clade erano descritte all'interno di varie sottoclassi (tutte appartenenti alla classe Magnoliopsida - dicotiledoni): sottoclasse Asteridae per il clade Lamiidi e Campanulidi; sottoclasse Rosidae per l'ordine Cornales e Santalales; sottoclasse Dilleniidae per l'ordine Cornales; sottoclasse Caryophyllidae per l'ordine Caryophyllales; (prima ancora (1900) nella classificazione di Wettstein erano inserite nella sottoclasse Sympetalae e alcune nella sottoclasse Choripetalae (ordine Cornales), tutte della classe Dicotyledones.

### Filogenesi
Il clade Superasteridi, sulla base delle analisi di tipo filogenetico del DNA del plastidio, è monofiletico. I caratteri principali di questo gruppo sono: la presenza di ovuli con un solo tegumento e di un megasporangio tenuinucellato; il polline tricolpato (o colpato), la simpetalia e un solo ciclo di stami.
I cladi in dettaglio:
- Asteridi: Il clade Asteridi è monofiletico. La monofilia è convalidata anche da un punto di vista morfologico: la presenza di ovuli con un solo tegumento e di un megasporangio tenuinucellato (caratteri comunque considerati come omoplasie). Altri caratteri specifici sono il polline tricolpato, la simpetalia e un solo ciclo di stami. In genere le specie del clade Asteridi hanno fiori con stami epipetali e in numero uguale (o inferiore) ai lobi della corolla; il gineceo di norma è formato da due carpelli connati. Questi ultimi caratteri sono relativi alle specie del clade Asteridi (posizione centrale). Il clade Asteridi, nella filogenesi del gruppo di questa voce, rappresenta il "core" delle Superasteridi.
- Berberidopsidales: questo piccolo ordine di due famiglie del Cile e dell'Australia orientale è stato solo recentemente accettato nel sistema APG. Dalle analisi filogenetiche risulta che questo clade occupa una posizione "basale" e quindi è il "gruppo fratello" del resto delle Supersteridi.
- Caryophyllales: le sinapomorfie per questo gruppo sono: (1) la presenza di tubi cribosi del floema, (2) i plastidi hanno un anello periferico di filamenti proteici, (3) la presenza di betalaine che formano pigmenti rossi o gialli. Altri caratteri sono l'unico verticillo dei tepali, la placentazione centrale libera (o basale) e l'embrione ripiegato nel seme. Il nucleo centrale delle Caryophyllales è decisamente monofiletico, tuttavia le delimitazioni famigliari in questo ordine sono ancora da definire completamente. La relazione delle Phytolaccaceae con le Nyctaginaceae non è ancora chiara in quanto la sottofamiglia Rivinoideae delle Phytolacaccaeae è "gruppo fratello" delle Nyctaginaceae (in questa voce nella famiglia Petiveriaceae C.Agardh è inclusa anche la famiglia Rivinaceae C.Agardh). Inoltre le Portulacaceae dimostrano di essere parafiletiche alle Cactaceae. Infine le Molluginaceae, nel loro senso più ampio, in Caryophyllales sono polifiletiche. L'ordine Caryophyllales nell'ambito del clade Superasteridi, insieme agli ordini Berberidopsidales e Santalales, occupa una posizione "basale".
- Santalales: questo gruppo apparentemente è monofiletico ma la sua struttura interna è ancora incerta; di conseguenza le due più importanti famiglie rimangono ancora "non monofiletiche". La monofilia è accertata dalla presenza di poliacetileni, dei frutti monospermi indeiscenti e della placentazione centrale libera e pendula. Delle famiglie che compongono l'ordine la famiglia Olacaceae attualmente non è monofiletica e include le seguenti famiglie: Aptandraceae Miers, Coulaceae Tiegh., Erythropalaceae Planch. ex Miq., Octoknemaceae Soler., Strombosiaceae Tiegh. e Ximeniaceae Horan..  Anche la famiglia Santalaceae non è monofiletica e include le seguenti famiglie: Amphorogynaceae Nickrent & Der, Cervantesiaceae Nickrent & Der, Comandraceae Nickrent & Der, Nanodeaceae Nickrent & Der, Thesiaceae Vest e Viscaceae Batsch. L'ordine Santalales nell'ambito del clade Superasteridi, insieme agli ordini Berberidopsidales e Caryophyllales, occupa una posizione "basale".

Il seguente cladogramma mostra l'attuale conoscenza filogenetica del clade Superasteridi.
|  | Santalales                                                  |
|  |                                                             |
|  | \| \| Caryophyllales \| \| \| \| \| \| Asteridi \| \| \| \| |
|  |                                                             |
|  | Caryophyllales                                              |
|  |                                                             |
|  | Asteridi                                                    |
|  |                                                             |

|  | Caryophyllales |
|  |                |
|  | Asteridi       |
|  |                |

|  | Santalales                                                  |
|  |                                                             |
|  | \| \| Caryophyllales \| \| \| \| \| \| Asteridi \| \| \| \| |
|  |                                                             |
|  | Caryophyllales                                              |
|  |                                                             |
|  | Asteridi                                                    |
|  |                                                             |

|  | Caryophyllales |
|  |                |
|  | Asteridi       |
|  |                |

### Composizione del clade
Il clade Superasteridi si compone di un sottoclade, 20 ordini, 146 famiglie, 5 905 generi e 100 338 specie (le quantità sono indicative):
| Clade    | Sottocladi | Ordine/i                                        | Famiglie | Generi | Specie | Foto                      |
| -------- | ---------- | ----------------------------------------------- | -------- | ------ | ------ | ------------------------- |
| Asteridi | 2          | 17                                              | 99       | 5 163  | 88 894 | Phlomis lychnitis         |
|          |            | Berberidopsidales Doweld, 2001                  | 2        | 3      | 4      | Berberidopsis corallina   |
|          |            | Caryophyllales Juss. ex Bercht. & J.Presl, 1820 | 38       | 584    | 9 680  | Dianthus japonicus        |
|          |            | Santalales R.Br. ex Bercht. & J.Presl, 1820     | 7        | 155    | 1 760  | Phoradendron californicum |

### Famiglie
Elenco delle famiglie per ordine.
Berberidopsidales
- Aextoxicaceae Engl. & Gilg, 1920
- Berberidopsidaceae Takht., 1985

Caryophyllales
- Achatocarpaceae Heimerl, 1934
- Aizoaceae Martinov, 1820
- Amaranthaceae Juss., 1789
- Anacampserotaceae Eggli & Nyffeler, 2010
- Ancistrocladaceae Planch. ex Walp., 1851
- Asteropeiaceae Takht. ex Reveal & Hoogland, 1990
- Barbeuiaceae Nakai, 1942
- Basellaceae Raf., 1837
- Cactaceae Juss., 1789
- Caryophyllaceae Juss., 1789
- Didiereaceae Radlk., 1896
- Dioncophyllaceae Airy Shaw, 1952
- Droseraceae Salisb., 1808
- Drosophyllaceae Chrtek et al., 1989
- Frankeniaceae Desv., 1817
- Gisekiaceae Nakai, 1942
- Halophytaceae S.Soriano, 1984
- Kewaceae Christenh., 2014
- Limeaceae Shipunov ex Reveal, 2005
- Lophiocarpaceae Doweld & Reveal, 2008
- Macarthuriaceae Christenh.,  2014
- Microteaceae Schaferhoff & Borsch,  2010
- Molluginaceae Bartl., 1825
- Montiaceae Raf., 1820
- Nepenthaceae Dumort, 1829
- Nyctaginaceae Juss., 1798
- Petiveriaceae C.Agardh,  1824
- Physenaceae Takht., 1985
- Phytolaccaceae R.Br., 1818
- Plumbaginaceae Juss., 1789
- Polygonaceae Juss., 1789
- Portulacaceae Juss., 1789
- Rhabdodendraceae Prance,1968
- Sarcobataceae Behnke, 1997
- Simmondsiaceae Tiegh., 1900
- Stegnospermataceae Nakai,1942
- Talinaceae Doweld, 2001
- Tamaricaceae Link, 1921

Santalales
- Balanophoraceae Rich., 1822
- Loranthaceae Juss., 1808
- Misodendraceae J.Agardh, 1858
- Olacaceae R.Br., 1818
- Opiliaceae Valeton, 1886
- Santalaceae R.Br., 1810
- Schoepfiaceae Blume, 1850

Per le famiglie dei cladi inferiori vedere le singole voci.

### Flora spontanea italiana
Nella flora spontanea italiana del clade Superasteridi sono presenti i seguenti ordini (i numeri sono indicativi):
- Clade Asteridi:

- Clade Lamiidi:

- ordine Boraginales (una famiglia con 31 generi);
- ordine Gentianales (3 famiglie con 26 generi);
- ordine Lamiales (11 famiglie con 88 generi);
- ordine Solanales (2 famiglie con 22 generi).

- Clade Campanulidi:

- ordine Apiales (3 famiglie con 84 generi);
- ordine Aquifoliales (una famiglia con un genere);
- ordine Asterales (3 famiglie con 134 generi);
- ordine Dipsacales (2 famiglie con 18 generi).

- Ordine Cornales (2 famiglia con 3 generi).
- Ordine Ericales (4 famiglie con 38 generi).

- Ordine Santalales (3 famiglie con 14 generi).
- Ordine Caryophyllales (13 famiglie con 77 generi).